# Lumière d'août
Lumière d'août (titre original : Light in August) est un roman de William Faulkner publié en 1932.

## Structure narrative
La structure narrative consiste en trois trames narratives entremêlées :
- La première est l'histoire de Lena Grove, une jeune femme enceinte qui essaie de retrouver Lucas Burch, le père de l'enfant qu'elle porte. C'est avec cette intention qu'elle part de chez elle et qu'elle parcourt plusieurs centaines de kilomètres à pieds, jusqu'à Jefferson, le chef-lieu du Comté (fictif) de Yoknapatawpha. Elle est alors aidée par Byron Bunch, un employé de la scierie qui tombe amoureux d'elle et qui espère l'épouser. Bunch ne lui révèle pas que Lucas Burch se cache en ville sous le nom de Joe Brown. Lena est une jeune-femme simple, innocente et endurante. Son voyage en août et la naissance de son enfant sont symboliques du cycle éternel de la nature.

- La deuxième, la plus importante en volume, est l'histoire de Joe Christmas, personnage énigmatique, orphelin dès son plus jeune âge, métis et qui en arrivera à la trentaine à assassiner miss Burden, une femme blanche ; quoique blanc, il pense avoir un ascendant noir, conviction intime que le narrateur confirmera au cours du récit. Le roman peut être lu comme la genèse du meurtre de miss Burden. Il remonte dans un flash-back à l'enfance de Christmas dans un orphelinat blanc et l'adoption du garçon par un paysan bigot et violent, ainsi que ses premières amours avec une prostituée dans un tripot de la ville proche. Christmas arrive à Jefferson trois ans avant les événements narrés dans le roman. Il travaille à la scierie mais cette activité est en fait une couverture pour son trafic d'alcool clandestin. Il vit une passion sexuelle intense et secrète avec Joanna Burden, une femme plus âgée issue d'une famille abolitionniste autrefois puissante. Joanna Burden continue la bataille de ses ancêtres pour l'émancipation des Noirs, ce qui fait d'elle une étrangère dans la société de Jefferson, tout comme Christmas. Son rapport avec Christmas commence de façon plutôt inhabituelle, quand Christmas s'introduit furtivement dans sa maison pour dormir avec elle. Sexuellement frustrée et au début de la ménopause, Joanna se tourne vers la religion. À l'apogée de sa relation avec Christmas, elle essaye de le contraindre, en le menaçant avec un pistolet, d'admettre publiquement son ascendance noire et de rejoindre un cabinet juridique noir. Mais le vieux pistolet s'enraye et Christmas s'enfuit. On retrouvera Joanna Burden violemment égorgée. Son corps a été porté à l'extérieur et sa maison incendiée. Joe Christmas semble être impliqué ; c'est la même chose pour Burch qui a pu lui aussi avoir incendié la maison. Grâce à une indication donnée par Lucas Burch/Joe Brown, ex-partenaire de Christmas dans le trafic de whisky et père de l'enfant de Lena, Christmas est arrêté. Pendant une tentative d'évasion, Christmas est tué et castré par un garde national nommé Percy Grimm.

- La troisième trame narrative est l'histoire du révérend Gail Hightower. Hightower est tourmenté par les aventures passées de son grand-père confédéré, qui a été tué en volant des poulets dans le hangar d'un fermier. La communauté de Hightower le déteste en raison de ses sermons au sujet de son grand-père mort et en raison du scandale entourant sa vie personnelle : l'adultère commis par son épouse ainsi que le suicide de cette femme infidèle compromettent la réputation du pasteur, qui devient dans la ville de Jefferson un paria. Seul Byron Bunch ne lui tourne pas le dos et lui rend visite de temps en temps. Bunch essaie également de convaincre le révérend de donner un alibi à Christmas, emprisonné. Dans un premier temps, Hightower refuse mais quand Christmas parvient à s'échapper, il vient se réfugier chez lui. Hightower accepte alors la suggestion de Byron, mais il est trop tard car le policier Percy Grimm s'est lancé à la poursuite du coupable. À la fin du roman, le révérend aide Lena à accoucher ; cet événement l'aide à rompre son isolement intérieur mais lui donne également le sentiment de sa mort prochaine.

Les personnages de Lumière d'août ont de multiples facettes et chacun d'eux est à la fois sujet et objet, observateur et observé, tourmenté par lui-même et tourmenté par les autres, bourreau et victime.

## Résumé des chapitres
Le thème de Lumière d'août est le conflit racial dans la société du Sud des États-Unis. Le titre du livre est inspiré de la lumière particulière qui illumine le Mississippi en août et qui semble provenir d'un lointain passé. Cela fait allusion à l'intérêt de Faulkner pour le poids de l'histoire ainsi qu'à la manière dont nous relatons notre passé. Une « lumière », à cette époque, était un terme argotique qui désignait une grossesse[réf. nécessaire] ; la « Lumière d'août » fait donc également référence à la grossesse et à l'accouchement de l'une des protagonistes du roman, Lena Grove.
Entre la première et la dernière page du roman, deux mois se sont écoulés. Le roman s’ouvre (chapitre I) sur Lena, une jeune femme enceinte qui est partie d’Alabama à la recherche du père de l’enfant, un certain Lucas Burch. Elle arrive à Jefferson dans la charrette d’un paysan qui l'a emmenée avec lui et lui a proposé de dormir chez lui et son épouse. C’est sur la poursuite de cette vaine quête, après la naissance de l’enfant, en compagnie de Byron Bunch, que se terminera le roman (XXI).
Au chapitre II apparaît le deuxième personnage, Byron Bunch. C’est lui qui, un samedi après-midi, voit débarquer Lena à la scierie où il travaille et où il se souvient de Joe Brown, qui travaillait dans la même scierie que lui : il soupçonne que Joe Brown, qui a une cicatrice à la lèvre, est en fait Lucas Burch, sous une autre identité. Joe Brown trafiquait du whisky avec un certain Christmas et habitait avec lui dans une case dans la propriété de miss Burden, une femme Yankee et anti-esclavagiste. Byron tombe amoureux de Lena.
Au chapitre III, on découvre l'histoire du révérend Hightower qui attend l’arrivée de Byron avec qui il entretient une relation amicale depuis sept ans. Hightower a été nommé pasteur à Jefferson où il tenait des prêches où il mêlait Dieu et son grand-père officier. Il est révoqué à la suite de la mort de son épouse dans des circonstances troubles, mais il refuse de quitter la ville, malgré les menaces qu'il reçoit. Il vit alors reclus dans sa maison pendant vingt-cinq ans. On apprendra à la fin (XX) que son grand-père était soldat et officier de l’armée sudiste. Son père en revanche était devenu anti-esclavagiste.
Au chapitre IV, Byron vient raconter à Hightower l'arrivée de Lena en ville et son "coup de foudre". Il lui raconte également l’incendie de la maison et le meurtre de miss Burden, dans la propriété de laquelle vivent les deux compères Joe Brown et Christmas. On pense que le meurtrier est Joe Christmas, un blanc au sang noir (métis), dénoncé par son ami Joe Brown qui espère toucher la prime de 1 000 dollars.
Au chapitre V, Brown revient saoul à la case où il traite Christmas de nègre. Ce dernier le fait taire en l'étouffant presque, puis s'en va, totalement nu, sur la route en insultant miss Burden dont on apprend qu'elle est la maîtresse de Christmas depuis deux ans. Christmas l'insulte parce qu'elle prie pour lui. Le lendemain, il se rend là où il cache le whisky et vide tous les fûts, puis il déambule en ville, dans le quartier noir - qui suscite sa panique - et dans le quartier blanc. À minuit il pénètre dans la maison de miss Burden.
Le chapitre VI est le début d'un long flash-back (jusqu'au chapitre IX) où sont relatés certains épisodes de l'enfance et de la jeunesse de Christmas.  
Au chapitre VI, Christmas, âgé de cinq ans, assiste aux ébats amoureux de la diététicienne de l'orphelinat où il se trouve, diététicienne chez qui il vole de la pâte dentifrice dont le goût le fascine. Caché dans la chambre, il en abuse et la vomit. La diététicienne craint d'être dénoncée par le petit garçon ; elle se rend chez le concierge - qui est arrivé à l'orphelinat en même temps que Christmas et qui le surveille - pour lui demander de l'aide, mais celui-ci l'insulte à cause de ses ébats sexuels et veut seulement savoir ce qui arrivera à Christmas si elle dévoile le sang noir de l'orphelin. Elle ne dit rien mais, durant la nuit, le concierge et l'enfant disparaissent. Ils sont retrouvés peu après. La diététicienne dénonce Christmas qui est alors placé dans une famille catholique extrémiste, la famille McEachern.
Chapitre VII : C'est ce jour-là que je suis devenu un homme (p. 191), le jour - Christmas a 8 ans - où McEachern le bat jusqu'à ce qu'il perde connaissance parce qu'il n'a pas appris son catéchisme et où il renverse la nourriture apportée en cachette par Mrs. McEachern; le jour où, à 14 ans, il reçoit une correction de McEachern pour un péché qu'il n'a pas commis (coucher avec une négresse qu'il a battue); le jour où, à 17 ans, McEachern le frappe du poing car Christmas a menti à propos de la disparition de sa génisse et où il lui ordonne de ne plus recommencer. Le chapitre se clôt par une description de la haine de Christmas pour sa mère adoptive Mrs. McEachern et la bonté de cette femme envers lui.
Chapitre VIII: Après l'affaire de la génisse, Christmas sort par la fenêtre à l'aide d'une corde pour aller à la ville. Il va rejoindre Bobbie, une serveuse qu'il a vue pour la première fois avec McEachern dans un petit restaurant miteux et où il retourne tout seul pour la voir mais où il subit une humiliation car il n'a pas assez d'argent pour payer sa consommation. Il revient une semaine plus tard pour régler son dû mais tout le monde se moque de lui. Il voit Bobbie qui lui donne rendez-vous le lundi suivant : il y vient mais elle est "indisposée" - elle a ses règles - ce qui provoque en lui une nausée. La semaine suivante, il devient son amant et un soir il lui avoue avoir du sang noir. Quand il découvre qu'elle a d'autres hommes, il la bat, se met à boire et à fumer et la traite comme sa putain.
Chapitre IX: McEachern surprend Christmas avec la serveuse lors d'un bal campagnard et est assommé (ou tué) par ce dernier avec une chaise. Christmas retourne alors à la maison de McEachern pour y prendre l'argent caché par Mrs. McEachern, puis il épuise le cheval de McEachern pour aller chercher la serveuse et s'enfuir avec elle. Mais celle-ci est sur le départ avec un couple, Max et Mame, qui l'assomment avant de s'enfuir.
Chapitre X: Après leur départ, Christmas se relève, boit une bouteille de whisky et il s’engagea dans cette rue dont il ne devait voir le bout que quinze ans plus tard. (p. 283). Le récit s'accélère alors (vingt, vingt-cinq, trente ans) pour tracer à grands traits la vie de Christmas jusqu'à l'âge de 33 ans, au moment où il arrive dans une ville inconnue, devant la maison d'une femme, ni vieille ni jeune, dont un jeune Nègre lui dit qu'aucune personne de couleur ne lui veut de mal. Il s'agit de Miss Burden. Le soir, il s'approche de la maison, entre par une fenêtre ouverte et mange des petits pois dans l'obscurité. C'est alors que la femme apparaît. Premier face-à-face.
Chapitre XI: Le soir même, il commence une relation sexuelle étrange avec elle, sans amour, sans tendresse. La femme, miss Burden, a 41 ans. Il veut la heurter, la blesser, mais n'y parvient pas, alors il l'évite pendant six mois. Mais un jour, il la trouve assise dans sa case parce qu'elle veut lui dire ses origines à elle : elle est la fille de Nathaniel Burden, le fils de Calvin Burden, un Yankee anti-esclavagiste. Après leur installation à Jefferson, Calvin Burden et son petit-fils Calvin sont tués à cause de leurs opinions anti-esclavagistes. Joanna Burden naît quatorze ans plus tard et honore les tombes cachées dans la propriété.
Chapitre XII: C'est ainsi que commença la seconde période. Il aurait pu se croire tombé dans l'égout (p. 323). Miss Burden se comporte comme une véritable amoureuse, mais avec des tendances immorales et perverses. Puis vient la troisième période, semblable à la marée, avec des flux de passion perverse et des reflux dans l'habitude. Elle commence à parler d'avoir un enfant et à lui mentir à propos d'une éventuelle grossesse. Il décide de ne plus la voir jusqu'au jour où il reçoit un billet d'elle qui lui intime de venir : elle lui demande alors de reprendre ses affaires en faveur des Noirs. Il refuse et ne la voit plus pendant des mois (au moment où il s'associe à Brown). Elle le convoque une nouvelle fois par billet interposé (mais il ne lit pas le billet et se méprend sur ses intentions) et réitère sa proposition. Il la frappe alors à plusieurs reprises en lui faisant remarquer qu'elle est vieille. Les derniers billets sont secs : elle lui demande de prier. Il refuse. Il se rend une dernière fois (c'est la suite de la fin du chapitre V) : après un nouveau refus de prier, elle sort un vieux pistolet et essaie de le tuer. La dernière scène est dans la campagne, où il se trouve, avec le pistolet à la main. (À remarquer que le meurtre de miss Burden n’est pas explicitement raconté.)
Chapitre XIII : Ce chapitre reprend le fil du chapitre IV, après l'incendie et le meurtre. Le shérif arrive sur le lieu du crime, découvre la case de Christmas et Brown et apprend d'un nègre l'existence de ces derniers. Brown s'annonce alors pour toucher la prime de 1 000 dollars. Des chiens policiers sont envoyés à la recherche du meurtrier, mais en vain.
Byron rend alors visite à Hightower à qui il avoue que Brown va probablement fuir devant Léna et son enfant. Le lendemain, après qu'il vient d'apprendre que Christmas est sur le point de se faire attraper, Hightower reçoit à nouveau la visite de Byron qui lui annonce avoir installé Léna dans la case de Brown (préventivement gardé en prison) et s'être lui-même installé à côté dans une tente. Hightower cherche à le dissuader de poursuivre Lena de ses assiduités, mais en vain.
Chapitre XIV : Le shérif découvre la présence de Léna dans la case et de Byron dans les environs. Le mercredi matin, il apprend qu'un blanc a saccagé un temple de noirs. Il s'agit de Christmas, qui a effectivement commis des actes de violence, allant jusqu'à tuer le fils du pasteur noir qui officiait dans le temple : c'est là son troisième meurtre, après celui de son père adoptif et de sa maîtresse Miss Burden. Le shérif se rend sur les lieux avec les chiens policiers mais ceux-ci sont conduits sur une fausse piste. On suit alors la fuite de Christmas de son point de vue jusqu'à Mottstown, obsédé qu'il est par la faim.
Chapitre XV: Ce vendredi-là, le jour où Christmas fut capturé à Mottstown, la ville comptait parmi ses habitants un vieux couple appelé Hines (p. 427). Uncle Doc (Hines) voit Christmas dans la rue, le reconnaît et cherche à le lyncher, mais il est stoppé et reconduit chez lui où son épouse, en entendant le nom de Christmas, lui demande : Qu'as-tu fait du bébé de Milly ? (p. 437). On apprendra par la suite qu'il s'agit des grands-parents biologiques de Christmas. Lors du transfert de Christmas à Jefferson, dans une ambiance fiévreuse et agressive, la femme vient interrompre le convoi pour regarder le captif, puis, avec son époux, prend le train de deux heures du matin pour se rendre à Jefferson.
Chapitre XVI : Byron vient annoncer à Hightower que Christmas vient d'être arrêté et que Mrs Hines est sa grand-mère. Peu après, les Hines viennent raconter leur histoire à Hightower: la violence et le fanatisme de Doc (son mari, le grand-père de Christmas); son absence lors de la naissance de sa fille Milly, signe de sa malédiction; l'aventure de Milly avec un Mexicain (ou un Noir) travaillant dans un cirque, assassiné par Doc; la mort de Milly en couches; le placement (sans que Mrs Hines en soit informée) de l'enfant dans un pensionnat (jusqu'à son adoption par McEachern, le tout sous la surveillance de Doc, concierge de l'orphelinat, convaincu d'être l'instrument du dessein divin. Finalement, Mrs Hines, par le truchement de Byron, demande à Hightower de faire un faux témoignage, d'affirmer que Christmas était chez lui au moment du meurtre. Hightower refuse.
Chapitre XVII: Lundi matin, l'enfant de Léna naît, en présence des Hines, puis de Hightower que Byron est allé chercher. Le médecin arrive trop tard. Mrs. Hines appelle l'enfant Joey et croit qu'il est le fils de sa fille Milly et de son petit-fils Christmas. Le lendemain, Léna avoue à Hightower qu'elle a refusé d'épouser Byron et qu'elle attend Lucas Burch que Byron a promis de lui amener. À la scierie, Hightower apprend que Byron est parti.
Chapitre XVIII : Byron se rend en ville pour voir le shérif afin de lui demander de conduire Brown chez Léna. Le shérif accepte. Byron quitte alors la ville mais part à la poursuite de Brown qu'il voit s'enfuir de la case. La même scène est alors vue du point de vue de Brown-Burch : sa lâcheté, sa fuite, son billet pour le shérif. Byron le rattrape mais reçoit une raclée. Brown s'enfuit sur un train de marchandise en marche. Byron apprend que Christmas a été tué.
Chapitre XIX : A travers le point de vue de l'attorney Gavin Stevens, on apprend la visite de Mrs. Hines à Christmas en prison. Christmas a réussi à s'évader ; il se réfugie chez Hightower qu'il assomme avant d'être abattu de plusieurs coups de feu.
Percy Grimm, un jeune fanatique nationaliste, monte une garnison d'anciens combattants dès le samedi pour maintenir l'ordre à Jefferson. Quand il apprend l'évasion de Christmas, il se met à sa poursuite. Il le rejoint chez Hightower où Christmas s'est réfugié. Hightower cherche en vain à le disculper. Grimm tire alors sur Christmas : Quand les autres arrivèrent dans la cuisine, ils virent la table rejetée de côté et Grimm penché sur le corps. Quand ils s'approchèrent pour voir ce qu'il faisait, ils virent que l'homme n'était pas encore mort et, quand ils virent ce que Grimm était en train de faire, un des hommes poussa un cri étouffé et, titubant jusqu'au mur, se mit à vomir. Puis, Grimm se releva d'un bond et lança derrière lui le couteau de boucher tout sanglant. "Maintenant, tu laisseras les femmes blanches tranquilles, même en enfer !" dit-il. (p. 576)
Chapitre XX : Hightower, assis à son bureau, derrière la fenêtre qui donne sur la rue, se souvient de son grand-père, officier sudiste abattu après un combat alors qu'il volait des poules ; il se souvient également de son père antiesclavagiste; de sa mère; de la négresse qui lui racontait la vie son grand-père ; de sa femme, de la mort de laquelle il se sent responsable ; de tous les visages, dont celui de Christmas. Je meurs. Je devrais prier. Je devrais essayer de prier. (p. 611).
Chapitre XXI : Un marchand de meubles, revenant du Tennessee, raconte à sa femme comment il a emmené une femme, Lena Grove, avec son bébé, et un homme plus âgé, Byron Bunch, qui n'était pas son mari mais qui ne voulait pas renoncer à le devenir. Il les a déposés tous deux à la frontière du Tennessee. Lena Grove se dit en elle-même : - Mon Dieu, mon Dieu. Comme on peut en faire du chemin tout de même! Y a pas deux mois que j'ai quitté l'Alabama et me v'là déjà en Tennessee! (dernière phrase du roman).

## Thèmes

### Racisme
L'identité raciale de Christmas (ou bien son manque d'identité) est une partie du thème plus large de l'identité. Pour Christmas, son sang de noir représente une sorte de péché originel qui a corrompu son corps et ses actes depuis la naissance. Faulkner explore également l'idée de la « malédiction du racisme » avec les personnages de miss Burden et de Hightower. Tous les deux ont été bannis et menacés en raison de leurs sympathies pour les noirs, pourtant tous les deux, hermétiques, restent à Jefferson.

### La solitude/l'aliénation/le déterminisme existentiel
Les motifs principaux de l'œuvre. Lena, Christmas, Hightower, Bunch et Joanna sont, à des degrés divers, des solitaires. Christmas peut être vu comme un personnage qui recherche le sens de la vie. Il est l'image d'une victime pratiquement impuissante. L'ostracisme de Hightower, son hésitation pour réintégrer la société - ainsi que la représentation naturaliste de Lena - peuvent être considérés comme des contrepoints à l'histoire de Christmas.

### Réécriture des Evangiles
Les initiales de Joe Christmas ne sont pas sans évoquer celles de Jésus Christ. La mort du personnage, à 33 ans, est décrite en termes d'ascension et de sérénité. Les balles du pistolet de Percy Grimm percent la table en bois derrière laquelle Christmas se cache comme des ongles à travers une croix. Lena et son enfant sans père rappelle quant à elle Marie. Byron Bunch pourrait être considéré comme semblable à Joseph, dans la mesure où il agit comme un père pour l'enfant de Lena.

### Misogynie et homosexualité
Les rapports de Joe Christmas avec les femmes sont violents. Ou bien ne sont-ils que conflictuels ? En fait, ceci est aussi vrai pour les autres personnages. Les allusions à l'homosexualité sont fréquentes. Christmas pense que les femmes n'existent que pour le faire pleurer.